# 炭水化物異化
炭水化物異化（たんすいかぶついか、Carbohydrate catabolism）とは、炭水化物を小さな分子に分解することである。炭水化物の実験式はモノマーの組成式を使って、CX(H2YOY)のように表す。炭水化物は燃焼によって、結合の持っている大きなエネルギーを取り出すことができる。
炭水化物には、デンプン、アミロペクチン、グリコーゲン、セルロースなどの多糖、グルコース、ガラクトース、フルクトース、リボースなどの単糖、マルトース、ラクトースなどの二糖等、様々な種類がある。
グルコースは酸素と反応し、次のような酸化還元反応を受ける。
C6H12O6 + 6O2 → 6CO2 + 6H2O
この反応は発熱反応で、二酸化炭素と水が廃棄物として発生する。
グルコースを分解し、アデノシン三リン酸 (ATP) 分子の形でエネルギーを取り出すことは生物の持つ代謝経路の最も重要なものの1つである。嫌気呼吸は、酸素の非存在下でグルコースを分解する経路である。それに対して好気呼吸は酸素の存在下でグルコースを分解する経路である。

## 解糖系
6炭素からなるグルコース分子は3炭素のピルビン酸分子2つに分解され、2分子のATPと2分子のNADHを生産する。

## 嫌気呼吸
酸素分子以外の硝酸塩や硫酸塩などを最終電子受容体として細胞呼吸を行う。

## 好気呼吸

### ピルビン酸酸化
ピルビン酸は1つの炭素原子を失い、補酵素Aとしてクエン酸回路に入る。

### クエン酸回路
ピルビン酸由来のアセチル基がこの回路に入り、二酸化炭素、水を脱離して高エネルギーのATP、NADH、FADH2を生成する。

### 酸化的リン酸化
高エネルギー分子のNADHとFADH2はミトコンドリア中で電子伝達系によって扱いやすいATPに変換される。